# Campeonatos nacionais jovens femininos de hóquei em patins

## Os campeonatos nacionais jovens femininos
Os campeonatos nacionais jovens femininos de hóquei em patins disputam-se em dois escalões. O escalão sub15, onde podem participar também atletas sub13, e o escalão sub19, no qual podem participar também atletas sub17.
Os campeonatos são organizados pela Federação Portuguesa de Patinagem (FPP), tendo a primeira edição ocorrido em 2022.
A primeira edição do campeonato nacional feminino de sub15 foi disputada em julho de 2022 em Vila Praia de Âncora. O escalão de sub19 disputou, no mesmo mês, a competição em Turquel.

## Contexto ... a primeira edição
Atendendo ao desenvolvimento incipiente do hóquei feminino português, as equipas que têm participado na competição, nos dois escalões agrupados (sub15 e sub13; sub 19 e sub17), têm, por autorização da FPP, por regra, sido constituídas por coletivos de atletas de vários clubes, competindo em nome de um clube, mas sendo, na prática, seleções. Não se trata, por isso, em rigor, de uma campeonato nacional de clubes, mas de uma competição nacional de equipas multiclube que visa estimular o desenvolvimento do hóquei em patins feminino e que define uma classificação geral das equipas participantes. Nas três primeiras edições, a Associação Académica de Coimbra foi o único clube a competir exclusivamente com atletas do próprio clube.
Na primeira edição das competições, a equipa vencedora em sub19, o SL Benfica, jogou com duas atletas do próprio clube (Inês Severino e Raquel Santos), três atletas do CACO (Carolina Monteiro, Cristina Quevedo e Inês Florêncio), quatro atletas do CH dos Carvalhos (Catarina Barbosa, Helena Carreira, Inês Freitas e Teresa Morais) e uma atleta do Turquel (Leonor Coelho).
Em sub15, a equipa vencedora, a ACD Gulpilhares, disputou a competição com 3 atletas do próprio clube (Rute Santos, Diana Almeida e Matilde Tavares), duas atletas do Valongo (Ana Silva e Beatriz Vilar), uma atleta do CH dos Carvalhos (Núria Leitão) e uma atleta do CA de Bragança (Ana Fernandes).
Este padrão de organização das equipas manteve-se na segunda edição. A título de exemplo, o vencedor em Sub15 (BIR) juntou atletas de 5 clubes e o vencedor em sub19 (Gulpilhares) juntou atletas da 4 clubes.

## Sub 15
A primeira edição dos campeonatos nacionais jovens femininos de hóquei em patins sub15, realizada em julho de 2022 em Vila Praia de Âncora, contou com a participação de 10 equipas (aqui elencadas pela ordem da classificação final: ACD Gulpilhares, Académica de Coimbra, Vila Praia de Âncora, Vila Boa do Bispo, Portimão, Criar-T, CENAP, Lavra, BIR e Clube Albergaria).
A segunda edição dos campeonatos nacionais decorreu em junho de 2023, realizando-se a competição de sub15 em Valença do Minho. No escalão sub15 competiram 11 equipas, ordenadas consoante a classificação final: Biblioteca IR; ACD Gulpilhares; CENAP; AD Oeiras; Valença HC; Parede FC; Associação Académica de Coimbra;  Clube de Albergaria; USC Paredes,    CD Mafra; CRPF Lavra.
A Biblioteca Instrução e Recreio, que já havia participado na primeira edição da prova, tendo alcançado o nono (penúltimo) lugar, reforçou-se com 5 atletas de outras 4 equipas e conquistou a segunda edição da prova no escalão sub 15, derrotando na final o vencedor da edição anterior (ACD Gulpilhares). O CENAP | Centro Atlético Póvoa Pacense venceu a Associação Desportiva de Oeiras na luta pelo terceiro lugar.
Na terceira edição, realizada no Pavilhão 3 do Estádio Universitário, em Coimbra, de 31 de maio a 2 de junho de 2024, o BIR voltou a vencer (desta vez apenas com 4 atletas do próprio clube, duas atletas do HC Turquel, duas do Académico Futebol Clube, uma do SC Tomar e uma da AACD). O estreante HC Lourinhã chegou à final. Foi segundo classificado jogando com três atletas do clube, duas do Académico FC, uma do SC Tomar, duas do CACO, uma da A Juventude Salesiana e uma do Sporting Clube de Portugal. A Associação Desportiva de Oeiras arrecadou o terceiro lugar, jogando com 4 atletas do Clube, três do Parede FC e uma do CACO. Participando pela primeira vez, o C Infante de Sagres alcançou o 4º lugar (a equipa apresentou-se com 11 jogadoras: 5 do próprio clube, uma do CENAP, duas do Albergaria, uma da Oliveirense, uma do OH Sports e uma do Valongo. O Lavra (que a par da Académica, Gulpilhares e BIR participou nas primeiras 3 edições da prova) alcançou a sua melhor posição de sempre, sendo quinto classificado (jogou com 5 atletas do clube, duas do Fabril, uma da AD Sanjoanense, uma do Sobreira e uma do Carvalhos. O Gulpilhres apresentou-se com uma equipa de 10 atletas e foi sexto classificado (3 atletas do próprio clube, uma do Clube Académico de Bragança, uma do Famalicence, uma do Valença, uma do Paredes, uma do CRIAR-T e duas do ED Viana). A Académica voltou a ser sétima classificada, jogando com 11 atletas do próprio clube. Estreante da prova, a equipa do Pessegueiro do Vouga fez oitavo lugar, jogando com 5 atletas do clube e 4 do HA de Cambra. Também estreante na prova, a AF de Arazede jogou com 7 atletas do clube e três atletas da AD Sanjoanense. A ACDCP Vila Boa Bispo disputou a prova com 6 atletas do próprio clube, duas do ED Viana, uma do Juventude de Viana e uma do HC Penafiel. Igualmente estreante na prova, o CD Boliqueime apresentou-se com 7 atletas, sendo 7 do próprio clube, uma  da Escola Livre de Azeméis e uma do APAC Tojal. As equipas (cinco) que se apresentaram com mais atletas do próprio clube classificaram-se do 7º ao 11º lugar. As equipas (seis) constituídas por mais ou tantos atletas de outros clubes que do clube inscrito na competição posicionaram-se entre o 1º e o 6º lugar. Esta terceira edição foi aquela em que, proporcionalmente ao número de participantes, menos atletas sub 13 competiram.

## Edições e Vencedores (Sub-15 Femininos)
| Ano  | Edição | Local                | vencedor        | 2º lugar                        | 3º lugar       |
| ---- | ------ | -------------------- | --------------- | ------------------------------- | -------------- |
| 2024 | 3ª     | Coimbra              | BIR             | HC Lourinhã                     | AD Oeiras      |
| 2023 | 2ª     | Valença do Minho     | BIR             | ACD Gulpilhares                 | CENAP          |
| 2022 | 1ª     | Vila Praia de Âncora | ACD Gulpilhares | Associação Académica de Coimbra | ADJ Vila-Praia |

| Ordem | Clube                           | 1º Lugar | 2º Lugar | 3º Lugar | Total de medalhas |
| 1     | BIR Hóquei                      | 2        | 0        | 0        | 2                 |
| 2     | ACD Gulpilhares                 | 1        | 1        | 0        | 2                 |
| 3     | Associação Académica de Coimbra | 0        | 1        | 0        | 1                 |
| 3     | Hóquei Clube da Lourinhã        | 0        | 1        | 0        | 1                 |
| 4     | ADJ Vila-Praia                  | 0        | 0        | 1        | 1                 |
| 4     | CENAP                           | 0        | 0        | 1        | 1                 |
| 4     | AD Oeiras                       | 0        | 0        | 1        | 1                 |

## Sub 19
Neste escalão a competição tem sido pouco concorrida.
Na primeira edição, em Turquel, participaram 5 equipas assim classificadas: SL Benfica, CENAP, Gulpilhares, Stuart Massamá e Tojal.
Na segunda edição da prova, na Lourinhã, participaram apenas 3 equipas (Gulpilhares, CENAP e Escola Livre de Azeméis).
Atendendo ao diminuto número de participantes, na segunda edição da prova as equipas disputaram um campeonato entre elas tendo-se defrontado duas vezes no mesmo fim-de-semana.

## Edições e Vencedores (Sub-19 Femininos)
| Ano  | Edição | Local    | vencedor        | 2º lugar | 3º lugar                |
| ---- | ------ | -------- | --------------- | -------- | ----------------------- |
| 2023 | 2ª     | Lourinhã | ACD Gulpilhares | CENAP    | Escola Livre de Azeméis |
| 2022 | 1ª     | Turquel  | SL Benfica      | CENAP    | ACD Gulpilhares         |

| Ordem | Clube                   | 1º Lugar | 2º Lugar | 3º Lugar | Total de medalhas |
| 1     | ACD Gulpilhares         | 1        | 0        | 1        | 2                 |
| 2     | SL Benfica              | 1        | 0        | 0        | 1                 |
| 3     | CENAP                   | 0        | 2        | 0        | 2                 |
| 4     | Escola Livre de Azeméis | 0        | 0        | 1        | 1                 |